# Lluvia de barro

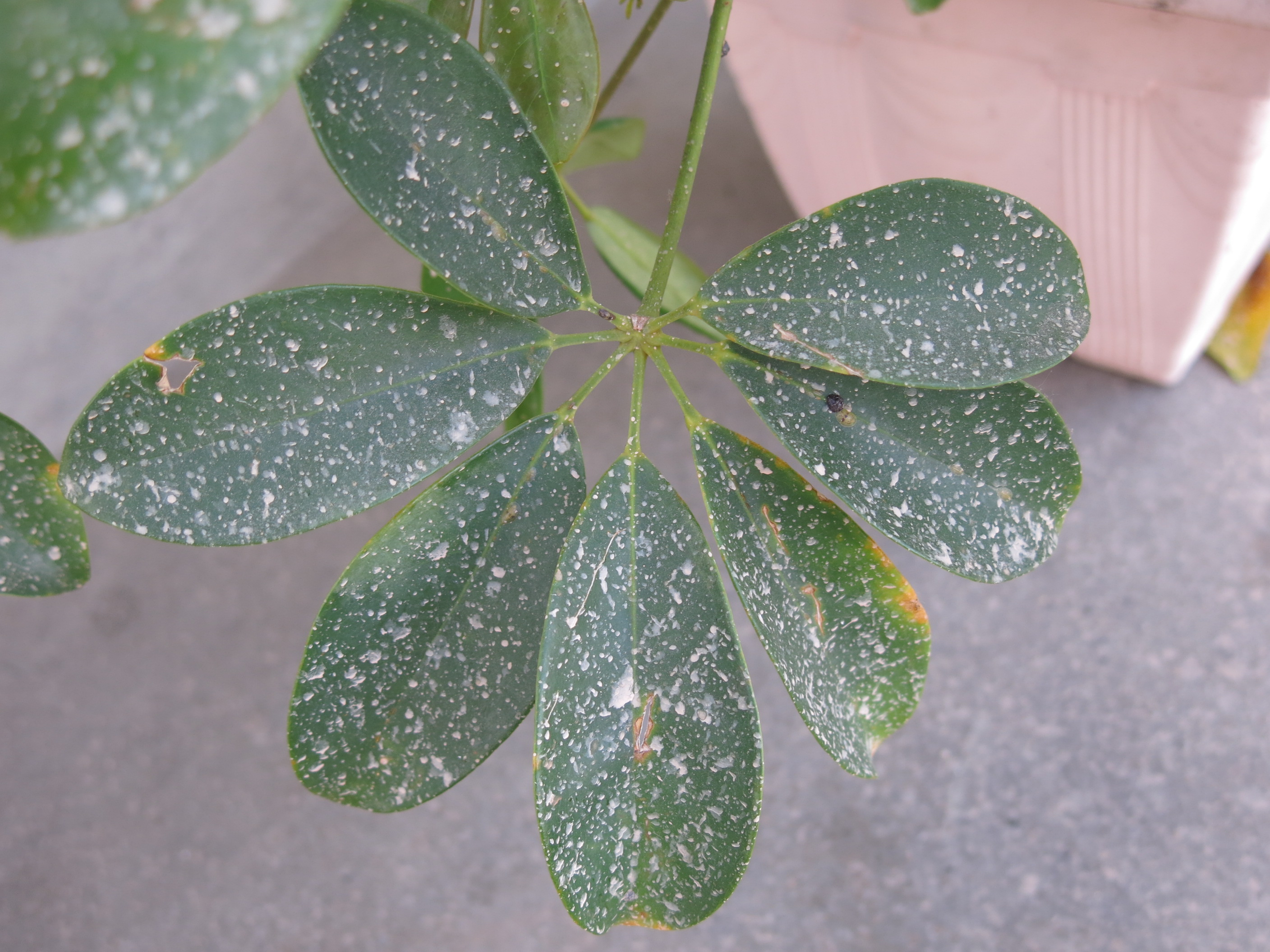
Las hojas de este ejemplar de Schefflera muestran las manchas de una lluvia de barro cerca de París (Francia).

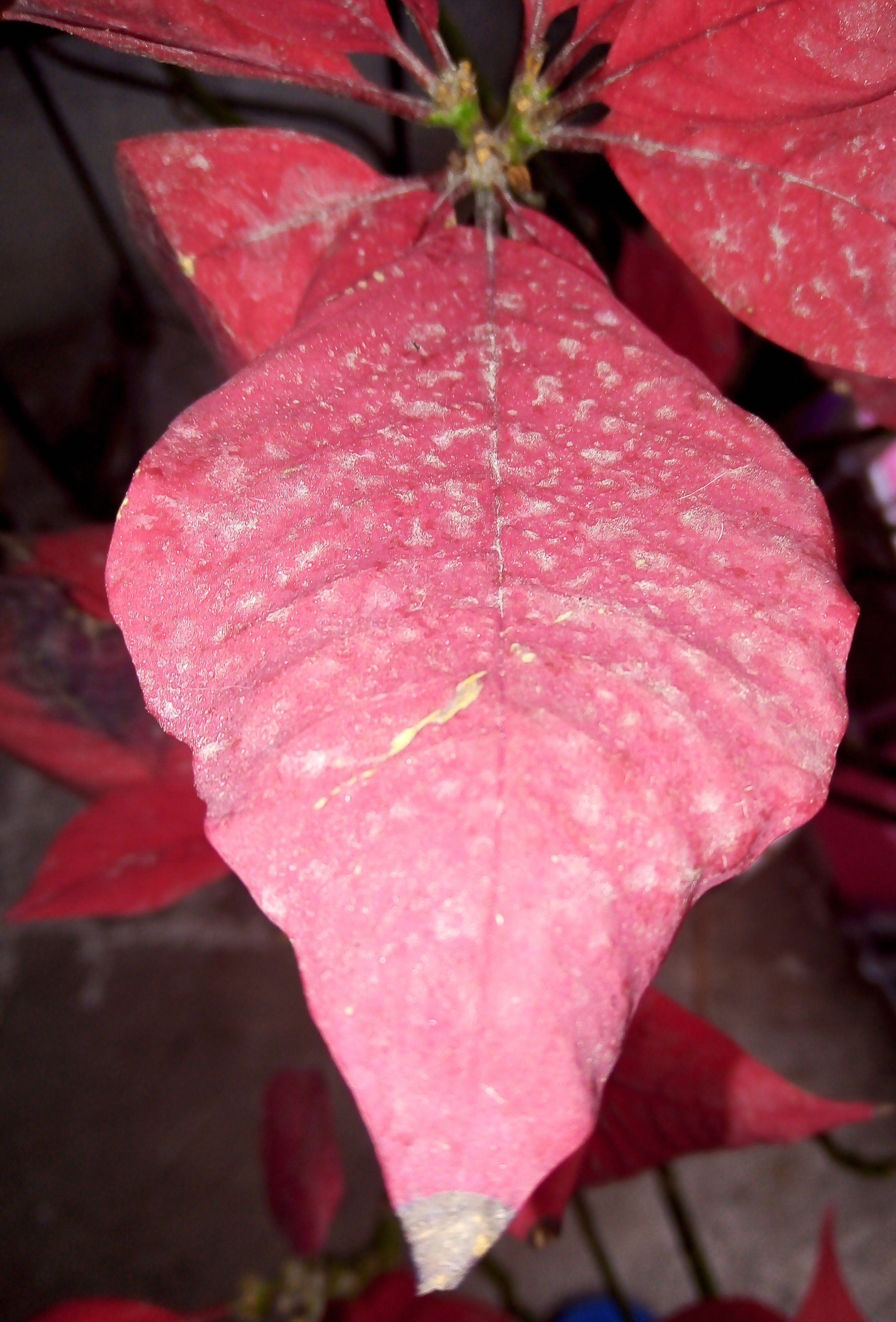
La contaminación del aire habitualmente provoca que la lluvia deje manchas de polvo tras su evaporación. Monterrey (México).

La lluvia de barro, también conocida como lluvia de fango o lluvia de sangre, es una variedad de lluvia (o cualquier otra forma de precipitación) que deposita sobre el suelo y otras superficies suficiente polvo mineral como para que se pueda apreciar a simple vista, dándoles la apariencia de haber sido salpicados por barro.

## Historia
El fenómeno de la lluvia de barro fue estudiado por el científico italiano Giuseppe Maria Giovene (1753-1837), quien ya en 1803 fue capaz de explicar correctamente el fenómeno. El 7 de marzo de 1803, cayó una lluvia de barro sobre la región de Apulia, en el sur de Italia. En aquella época, se creía que la lluvia estaba causada por las explosiones de los volcanes Vesubio y Etna, o que se debía al transporte de material proveniente del fondo del mar y levantado por el vapor. Giuseppe Maria Giovene relacionó el fenómeno con el viento que precedía a la precipitación y llegó a la conclusión de que ese polvo había venido de África empujado por el viento que venía del sureste.

## Distribución geográfica
La lluvia de barro es un fenómeno habitual en el Mediterráneo occidental y meridional, adonde llega polvo suministrado por las depresiones atmosféricas que recorren el norte de África. Las principales fuentes de polvo del desierto alcanzan la península ibérica y el archipiélago balear en forma de polvo transportado por el viento o en forma de lluvia de barro desde el desierto del Sáhara, la cordillera del Atlas y Argelia central.
Las lluvias de barro son relativamente habituales y su frecuencia había aumento a comienzos de los años 1990 en la cuenca del Mediterráneo.
También tiene lugar en regiones desérticas de América del Norte como el oeste de Texas o Arizona, y ocasionalmente en pastizales, como ocurrió el 18 de marzo de 2008 en el condado de Béxar (Texas).

## Composición

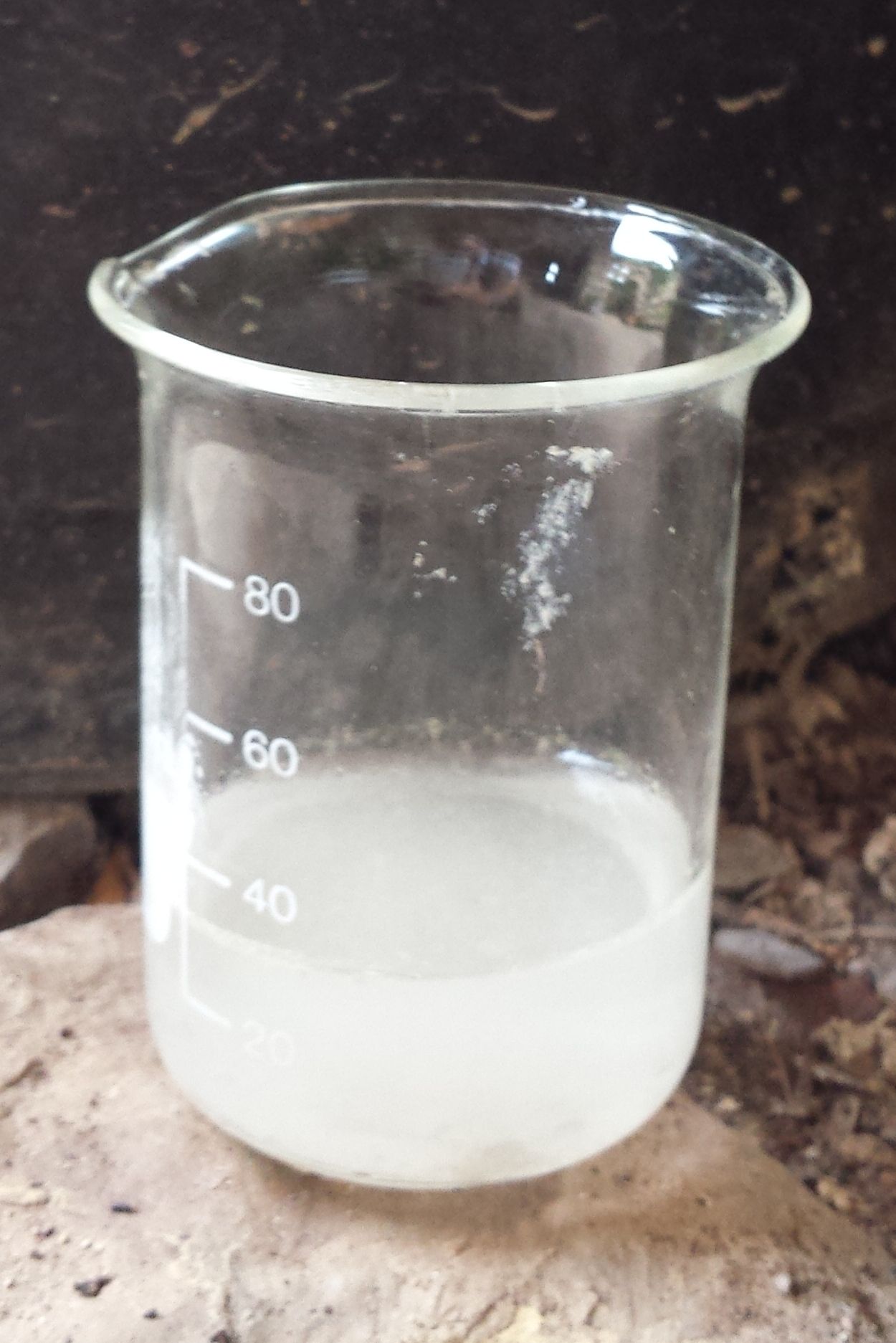
Muestra de lluvia de barro recogida de un pluviómetro el 12 de agosto de 2015 en la Sierra de Castelltallat (Cataluña, España).

La lluvia de barro es muy alcalina. Algunas de las partículas de mayor tamaño contienen mezclas de compuestos químicos tales como sulfatos y sal de mar (principalmente con sodio, cloro y magnesio). Los principales minerales son, en orden decreciente de abundancia, la illita, el cuarzo, la esmectita, la palygorskita, la caolinita, la calcita, la dolomita y los feldespatos. En Mallorca, un estudio halló que el 89% (por volumen) de las partículas de lluvia de barro correspondían a limo y que prácticamente no había arcilla (menos del 0,29%).